# Gaviria Hockey Club
El Gaviria Hockey Club (Gaviria HC) és un club d'hoquei sobre herba de la ciutat de Sant Sebastià. Ha jugat en diverses competicions provincials i estatals d'hoquei sobre herba, destacant la consecució de la Lliga espanyola la temporada 1959-60.